# Louis Saha
Louis Saha, född 8 augusti 1978 i Paris, är en fransk före detta fotbollsspelare och även före detta landslagsman.

## Klubbkarriär

### Fulham
Saha inledde sin proffskarriär i den franska klubben FC Metz. Under en period 1999 lånades han ut till det engelska ligalaget Newcastle United. Men efter att bara ha lyckats göra två mål på tolv matcher för Newcastle åkte han tillbaka till Metz. I juni 2000 återvände han till England, men nu till Londonlaget Fulham FC. Saha gjorde bra ifrån sig de två första säsongerna (den första i div. 1 och den andra i Premier League).

### Manchester United
Säsongen 2003/04 var Saha med i toppen av skytteligan. Nu började flera av storklubbarna i England att verkligen få intresse för den lille franske anfallaren. Mest intresserade var Manchester United och den 23 januari 2004 skrev Saha på för klubben. 
Sahas första månader hos United var skadefyllda. Under våren lyckades han göra sju mål på 14 matcher för klubben. 
Säsongen 2004/2005 var ingen lyckad säsong för Saha. Han spelade 15 ligamatcher för klubben och gjorde bara ett ligamål.
Skadeproblemen fortsatte en lång bit in på efterkommande säsong. Under våren petade han dock Ruud van Nistelrooy i Uniteds anfall och bildade anfallspar med Wayne Rooney.

### Tottenham Hotspur
Den 31 januari 2012 genomförde Saha en övergång till Tottenham Hotspur på ett sexmånaderskontrakt. I samband med detta gick Steven Pienaar i motsatt riktning då han blev utlånad till Everton.

### SS Lazio
Saha skrev på för Romklubben SS Lazio den 6 februari 2013. 
8 augusti 2013 meddelade Saha att han lägger skorna på hyllan och avslutar därmed sin karriär som professionell fotbollsspelare.